# Capparidastrum humile
Capparidastrum humile är en kaprisväxtart som först beskrevs av Emil Hassler, och fick sitt nu gällande namn av Cornejo och Iltis. Capparidastrum humile ingår i släktet Capparidastrum och familjen kaprisväxter. Inga underarter finns listade i Catalogue of Life.